# Astra BM 501
Le BM 501 est un tombereau rigide à deux essieux du constructeur italien Astra SpA. Il a été conçu pour répondre aux exigences des très gros chantiers et carrières dans le monde.
Le moteur est un Iveco, comme pour tous les autres modèles Astra, le fameux diesel Fiat-Iveco 8210.22 à six cylindres en ligne de 14 L de cylindrée. Le BM 501 est le plus gros tombereau rigide de la marque italienne de cette époque. Comme toutes les productions Astra, il est construit dans l'usine de Piacenza au sud de la Lombardie, en Italie.
Il se positionne dans la classe des 40 tonnes et vient concurrencer les modèles Caterpillar et Perlini, les plus courants dans la profession.
La benne, d’une contenance de 24 m3 en dôme, dispose d’un fond en acier anti-abrasion de 15 mm d’épaisseur dans sa version standard mais qui peut, en option, être porté à 20 mm.
Le modèle a très vite conquis la clientèle exigeante dans ce secteur d'activité puisque durant sa première année de commercialisation, Astra a déjà livré plus d'une trentaine de BM 501 dans le monde.
| Astra BM 501             | Astra BM 501         |
| Châssis                  | Châssis              |
| ------------------------ | -------------------- |
| Carrosserie              | Tombereau rigide     |
| Coffre                   | Benne                |
| Masse totale à vide      | 17 t                 |
| Pneus                    |                      |
| Jantes                   |                      |
| Dimensions               |                      |
| L × l × H                | 7,30 × 3,17 × 3,35 m |
| Garde au sol             | 50 cm                |
| Moteur                   |                      |
| Type                     | Fiat-Iveco 8210.22   |
| Cylindrée                | 13 798 cm3           |
| Puissance                | 240 kW (300 ch)      |
| Régime                   | 2 000 tr/min         |
| Performances             |                      |
| Charge utile             | 25 t                 |
| Capacité de la benne     | 24 m3                |
| Masse maximum en service | 42 t                 |
| Vitesse maximum          | 60 km/h              |

## Sources
- Fiche technique Astra BM 501